# Raisel Iglesias
Raisel Iglesias Travieso (né le 1er avril 1990 à l'Île de la Jeunesse, Cuba) est un lanceur droitier des Braves d'Atlanta de la Ligue majeure de baseball.

## Carrière
De la saison 2010-2011 à la saison 2012-2013, Raisel Iglesias évolue à Cuba en Serie Nacional pour Isla de la Juventud. En trois campagnes, il lance 223 manches et un tiers en 88 matchs, dont 83 comme lanceur de relève, et maintient une moyenne de points mérités de 3,47 avec 8 victoires, 12 défaites et 20 sauvetages. En 2013, il participe avec l'équipe nationale cubaine à la Classique mondiale de baseball puis remporte avec ses compatriotes le Tournoi World Port aux Pays-Bas, une compétition dans laquelle il n'accorde aucun point et réussit 7 retraits sur des prises en 3 manches et deux tiers lancées.
Il fait défection de Cuba en novembre 2013, deux mois après une première tentative ratée. Il trouve refuge en Haïti et fait étalage de ses talents lors d'un exercice devant des recruteurs de la Ligue majeure de baseball au Mexique en décembre 2013.
Le 27 juin 2014, le joueur de 24 ans signe un contrat professionnel de 27 millions de dollars US sur 7 ans avec les Reds de Cincinnati de la Ligue majeure de baseball.
Iglesias fait ses débuts dans le baseball majeur comme lanceur partant pour Cincinnati le 12 avril 2015 contre les Cardinals de Saint-Louis. En 16 départs et deux présences comme releveur pour Cincinnati en 2015, Iglesias réussit 104 retraits sur des prises en 95 manches et un tiers lancées. Sa moyenne de points mérités se chiffre à 4,15. Il remporte 3 victoires contre 7 défaites.